# سنقر

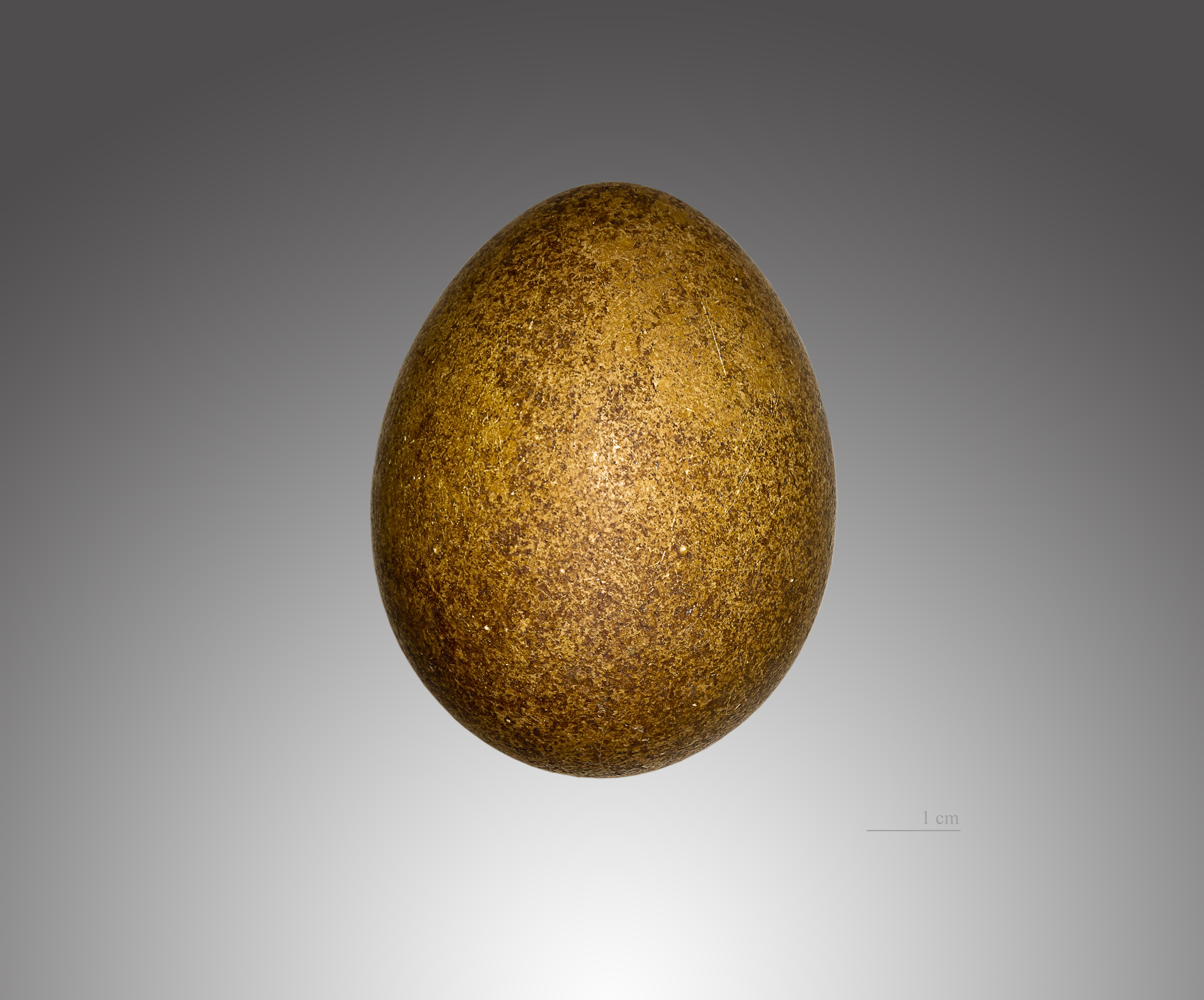
شكل بيضة السنقر

السُّنْقُرُ أو السُّنْقُورُ أو الشُّنْقَارُ أو الشَّاهِينُ البَحْرِيُّ (الاسم العلمي: Falco rusticolus) هو أضخم أنواع الصقور، يتوالد في سواحل القطب الشمالي وجزر أمريكا الشمالية وأوروبا وآسيا، ومقيم هناك أيضاً، ولكن بعض السناقر تنتشر على نطاق أوسع بعد موسم التكاثر، أو في فصل الشتاء، وإن التشرد الفردي (Individual vagrancy) يمكن أن يأخذ هذه الطيور لمسافات طويلة.
وتتواجد هذه الطيور في معظم أنحاء نصف الكرة الشمالي، مع مجاميع في أمريكا الشمالية وغرينلاند وشمال أوروبا. ويختلف لون ريشها باختلاف مكان سكنها، حيث يتراوح اللون من الأبيض إلى اللون البني الداكن. ولعدة قرون، عد السنقر طائر صيد ثمين، وذا قيمة عالية لدى الفايكنج. وكذلك يعد هذا الطير الرمز الوطني لأيسلندا.
إن الاسم الشائع يأتي من gerfaucon بالفرنسية، وفي لاتينية العصور الوسطى هو gyrofalco. فالجزء الأول من الكلمة قد يأتي من اللغة الألمانية العليا gîr (راجع الألمانية الحديثة Geier) ومعناها "نسر"، في إشارة إلى حجمه مقارنة مع الصقور الأخرى؛ أو من (gȳrus) باللاتينية ومعناها «الدائرة» أو «مسار منحني» وذلك لتحليق هذا الطير دائرياً عند بحثه عن فريسة، مختلفتةً عن طريقة صيد الصقور الأخرى في نفس مناطقها. ويطلق على سنقر الذكور ب (gyrkin) في فن الصيد بالصقور. ويتكون الاسم العلمي للمصطلح من الكلمة اللاتينية للصقر (Falco)، وساكن الريف (rusticolus).

## صفته
السنقر هو صقر كبير جدا، وحجمه حوالي نفس حجم أكبر عينة من جنس طير حوام السهول. يتراوح طول الذكور من 48-61 سم (19-24 بوصة)، وتزن من 805 إلى 1350 غرام (1,775-2,976 رطل)، وامتداد الجناحان من 110-130 سم (43-51 في). أم الإناث فهي أضخم وأكبر، ويتراوح طولها من 51-65 سم (20-26 بوصة)، وامتداد الجناحان من 124-160 سم (49-63 في)، وتزن من1180 إلى 2100 غرام (2,60-4,63 رطل). وحسب القياسات المعيارية، يصل طول وتر الجناح من 34,5 إلى 41 سم (13,6-16,1 بوصة)، والذيل من 19,5 إلى 29 سم (7,7 إلى 11,4 بوصة)، والمنقار من 2 إلى 2.8 سم (0,79-1,10 في), والرسغ من 4,9-7,5 سم (1,9-3,0 بوصة). والسنقر أكبر من الشاهين (والذي يعد طريدة للسنقر)، ويختلف السنقر في شكله عن حوام السهول كذلك.
وسنقر يعد نوع ذو أشكال متعددة للغاية، ولذلك فالريش لهذا النوع ذو اختلافات كبيرة، والأشكال النموذجية لهذا النوع تتعدد بالألوان، فمنها الأبيض والفضي والبني والأسود، وكذلك يمكن أن تكون محتوية على طيف من الألوان يبدأ من بياض وينتهي بلون غامق جداً.
وبالنسبة للشكل البني للسنقر فيمكن تمييزة عن الشاهين (ذا اللون القريب من السنقر) بوجود اللون الكريمي بشكل خطوط على قفا رقبة وقمة رأس السنقر، وكون الشريط الوجني والجزء العلوي من رأس السنقر ذوا وضوح معالم قليل. أما الشكل الأسود للسنقر فذو نقاط سوداء في أسفل الجسم أما الشاهين فلديه خطوط سوداء في نفس الموضع، أما الشكل الأبيض فلا لبس فيه، لأنها هي الصقور الوحيدة التي يغلب عليها اللون الأبيض، أما الشكل الفضي للسنقر فيعطي شبهاً لصقر حر ذا حجم أكبر من المعتاد وذا لون بني فاتح. ولا يوجد فرق في لون الريش بين الذكور والإناث. وأحداث السنقر هي أكثر قتامة وأكثر قتامة في اللون البني من السناقر البالغين. واللون الأسود للسناقر يرتبط بالغالب بالإناث.
وقد ثبت أنه من الصعب على المربين (الذين يكاثرون هذه الطيور) الحصول على لون في الذكور أكثر قتامة من الرمادي الداكن. وقد ظهر لون جديد في الطيور المكثرة في الأسر وهذا اللون هو الأسود الذي يشبه اللون الأسود في الدجاج "black chick".

## معرض صور

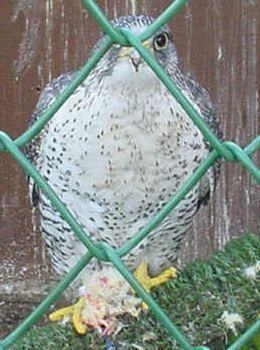
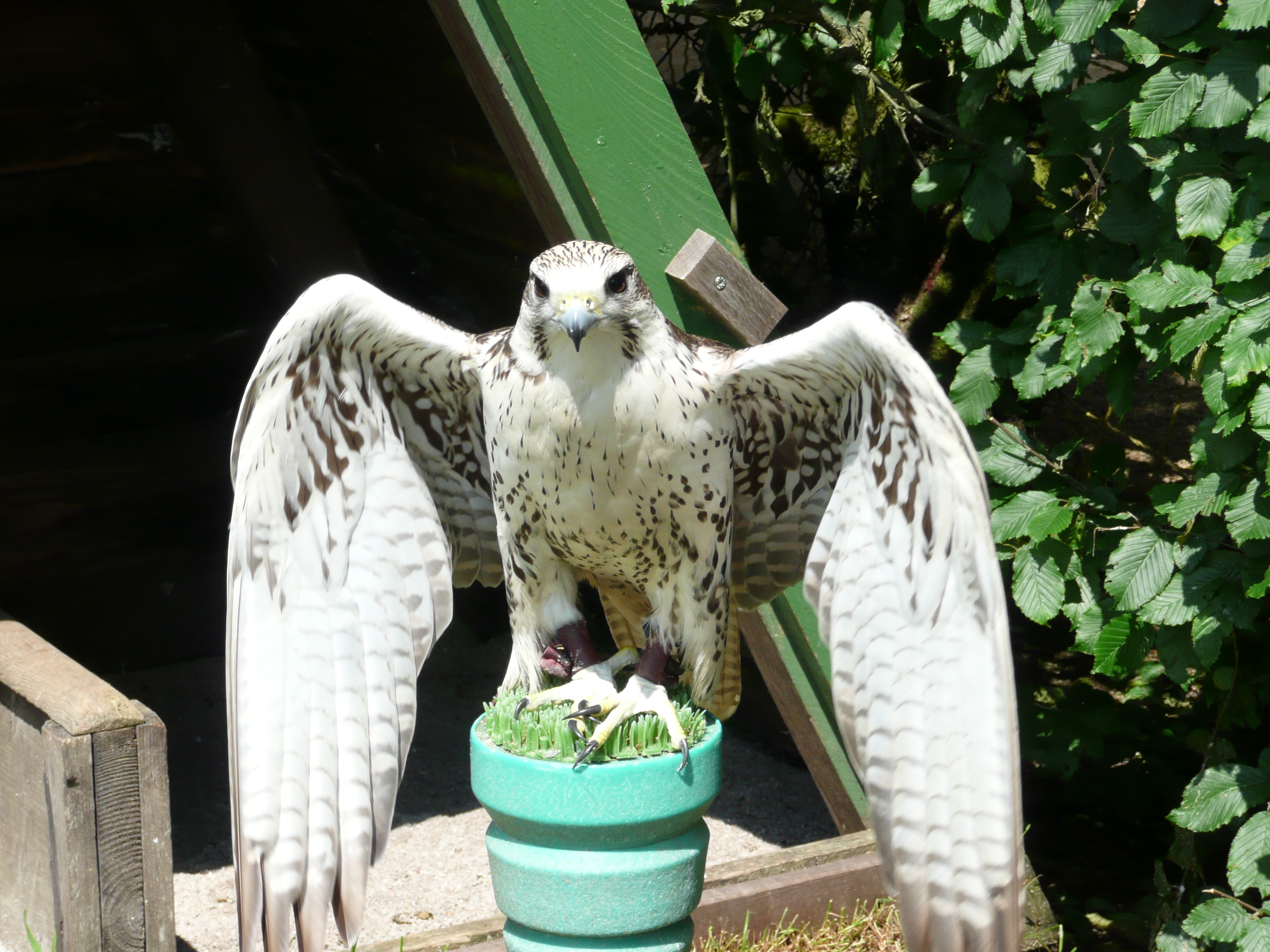
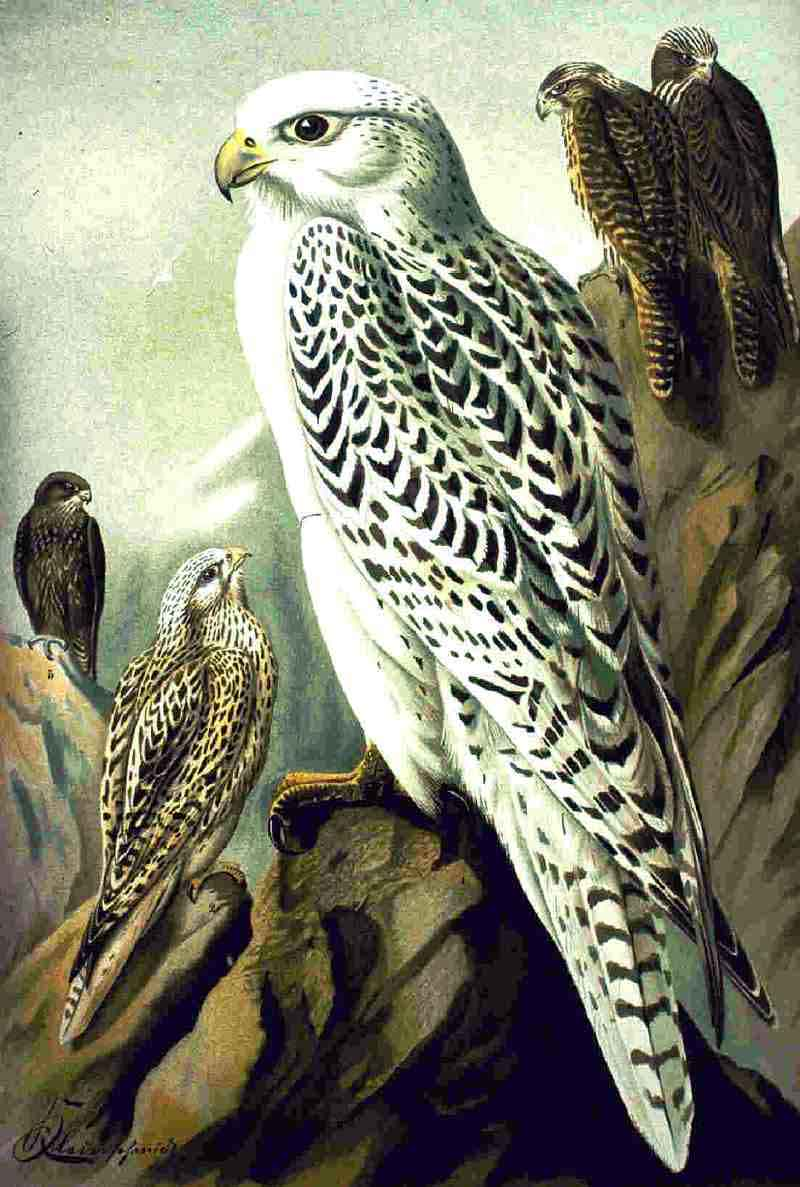
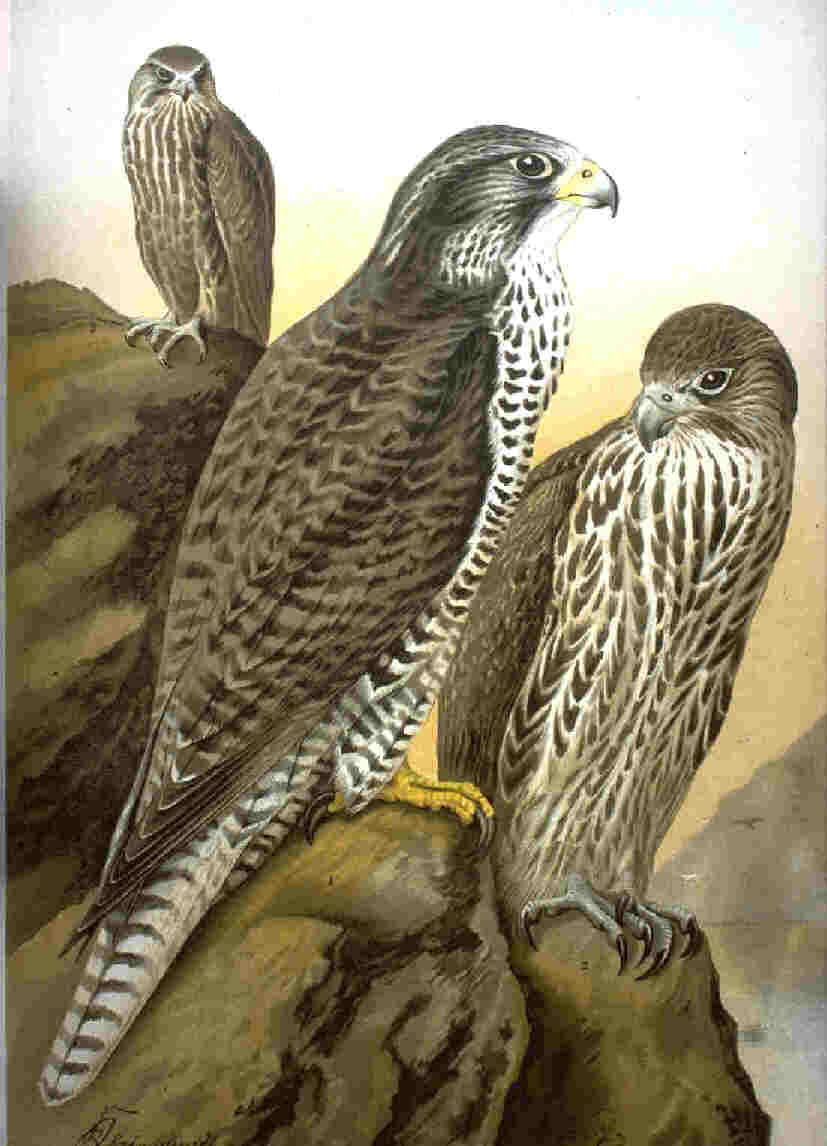
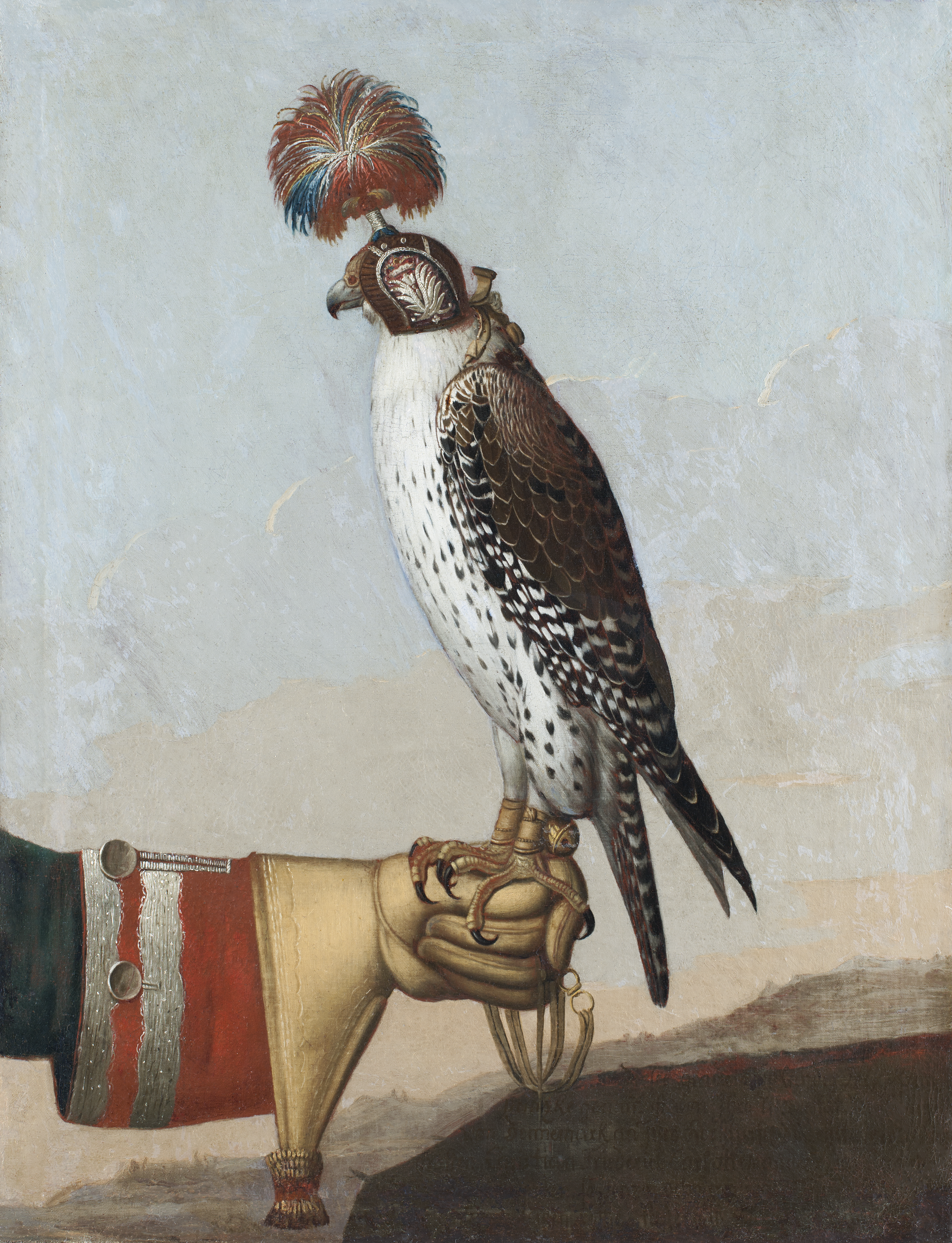